# دهستان پایین‌خواف
پایین خواف، دهستانی است از توابع بخش سلامی و در شهرستان خواف استان خراسان رضوی ایران.

## جمعیت
جمعیت این دهستان بر اساس سرشماری سال ۱۳۸۵ جمعیت آن (۸۳۰خانوار) ۳٬۶۹۲نفر
بوده است.